# Joué-du-Bois

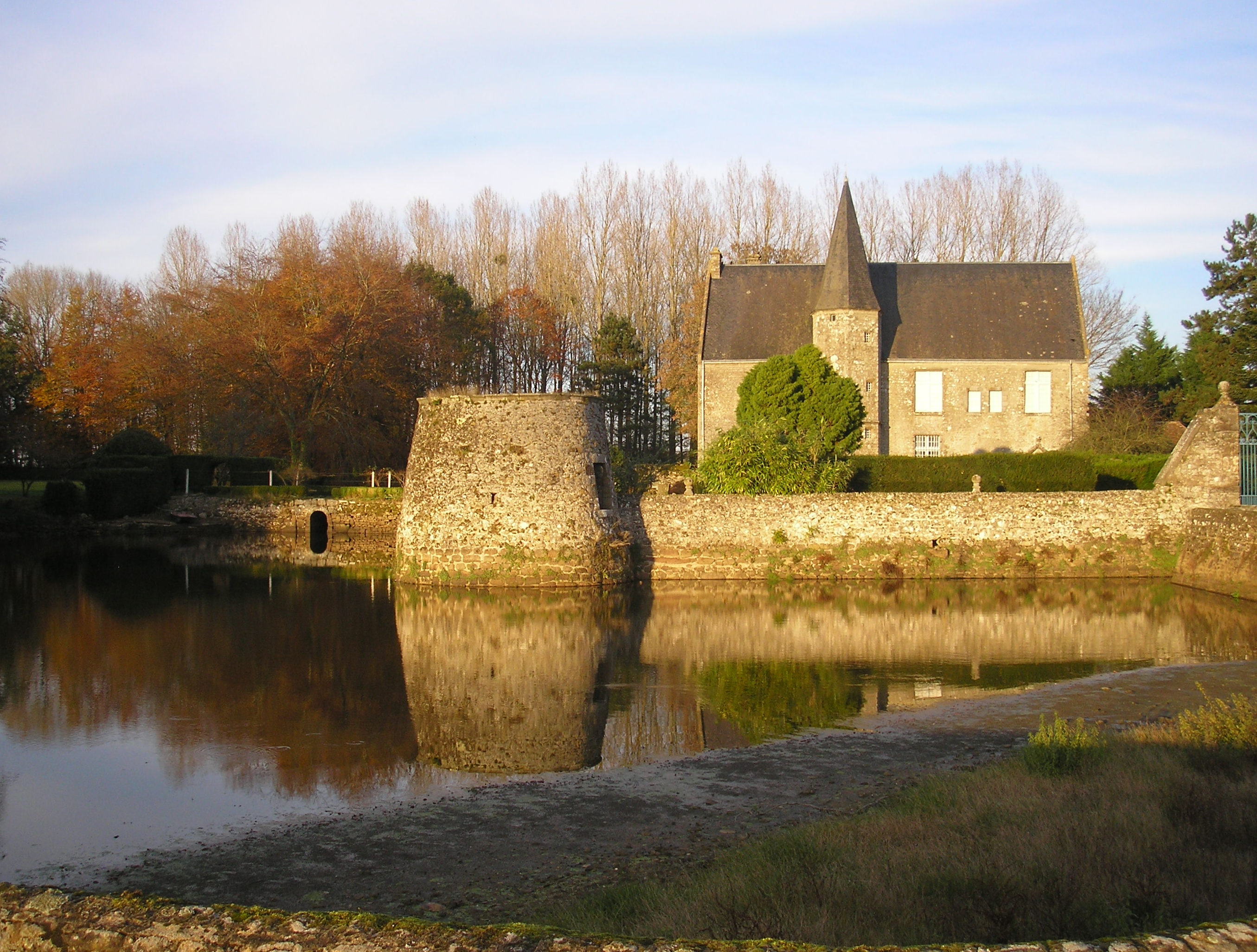
Burcht

Joué-du-Bois is een gemeente in het Franse departement Orne (regio Normandië) en telt 428 inwoners (1999). De plaats maakt deel uit van het arrondissement Alençon.

## Geografie
De oppervlakte van Joué-du-Bois bedraagt 20,6 km², de bevolkingsdichtheid is 20,8 inwoners per km².
De onderstaande kaart toont de ligging van Joué-du-Bois met de belangrijkste infrastructuur en aangrenzende gemeenten.

## Demografie
Onderstaande figuur toont het verloop van het inwonertal (bron: INSEE-tellingen).